# Hell of a Show
 (février 2022).
Albums de Betty Goes Green
Hunaluria
(1993)
Hell of a Show, sorti en 1991, est le premier album du groupe de rock belge Betty Goes Green.

## L'album
Toutes les compositions de l'album sont de Luc Crabbé.

## Les musiciens
- Luc Crabbé : voix, guitare
- Pieter De Cort : guitare
- Tony Gezels : basse
- Joël Bacart : batterie
- Nathalie Duyver : piano, claviers, voix

## Les titres
| No  | Titre                  | Durée |
| --- | ---------------------- | ----- |
| 1.  | Happy Boys Don't Fight | 5:02  |
| 2.  | Betty Goes Green       | 2:57  |
| 3.  | In My Street           | 4:46  |
| 4.  | Jeremy                 | 3:21  |
| 5.  | In Our House           | 3:20  |
| 6.  | My Generation Get Lost | 4:01  |
| 7.  | Fooled Around Town     | 3:45  |
| 8.  | She's Waiting          | 4:03  |
| 9.  | I Was There            | 2:56  |
| 10. | Get Laid               | 3:39  |
| 11. | Guardian Angel         | 3:26  |
| 12. | Hell of a Show         | 4:08  |

## Informations sur le contenu de l'album
- Fooled around Town et Betty Goes Green  sont sortis en singles.
- Francis Depuydt : violon sur She's Waiting et Hell of a Show.
- Dankaart Elst : violoncelle sur She's Waiting.